# Терольдего

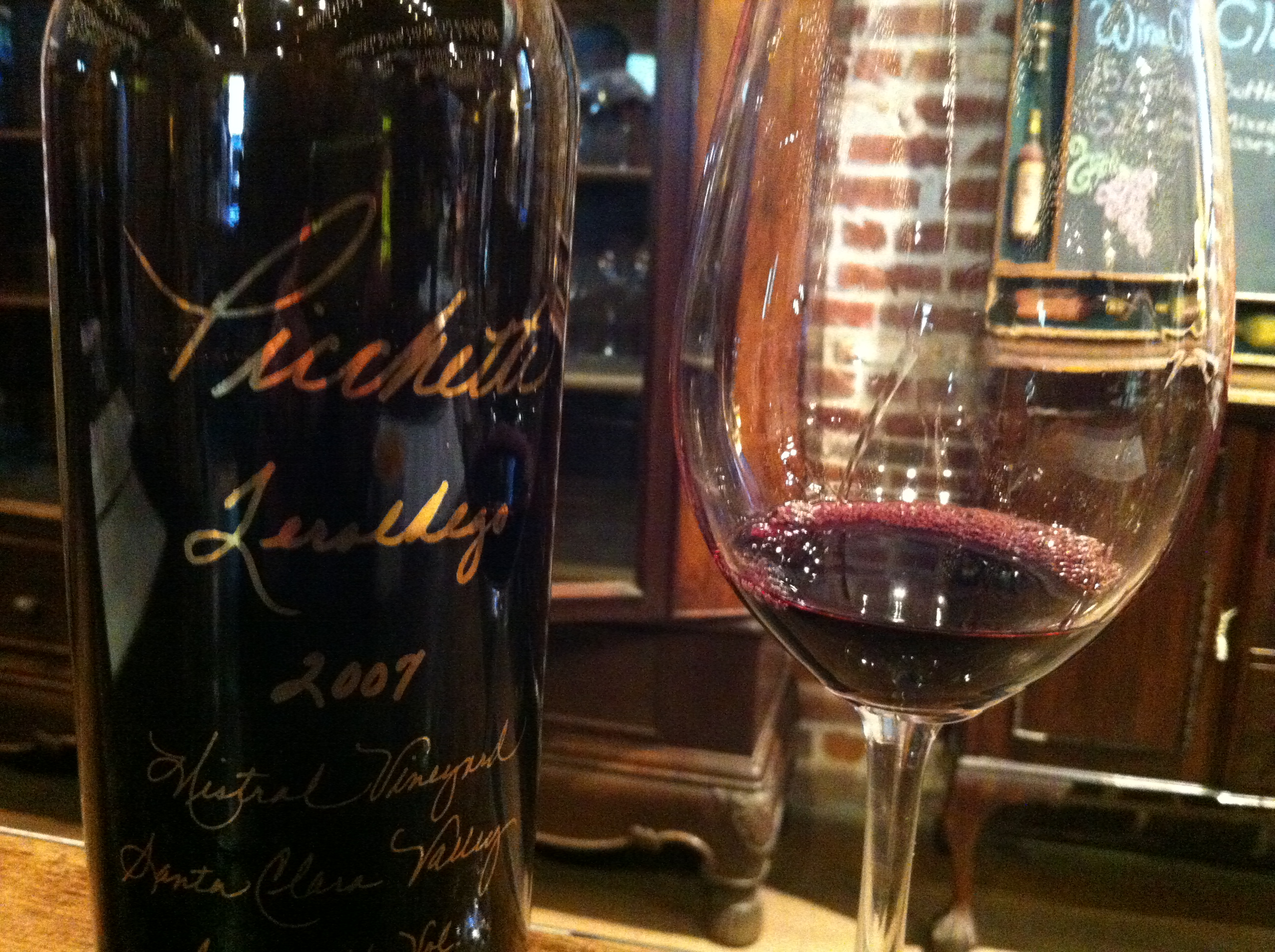
Каліфорнійське вино з терольдего

Терольдего (італ. Teroldego) — італійський технічний сорт червоного винограду. Є візитівкою червоних вин провінції Тренто, де з нього виробляють вино «Терольдего Роталіано».

## Географія сорту
Сорт вирощується на півночі Італії, здебільшого у регіоні Трентіно-Альто-Адідже, у долині Роталіано. Також вирощується в США у Каліфорнії. Невеликі площі виноградників є в Австралії та Бразилії.

## Характеристики сорту
Сорт середньопізнього періоду дозрівання. Кущі порівняно сильнорослі. Листя велике, трохи подовжене, середньорозсічене, трилопатеве, знизу злегка опушене. Черешкова виїмка відкрита, ліроподібна. Квітка двостатева. Гроно середнє, конічне рідше циліндричне, іноді з двома невеликими «крилами», середньої щільності. Ягоди середні, округлі, злегка овальні, синювато-чорні. Врожайність середня. Стійкість до грибкових хвороб винограду терольдего слабка.

## Характеристики вина
З терольдего виготовляють насичені за кольором сухі червоні вина з ароматом лісових ягід, відчутними танінами та кислотністю. Якість вина посередня, потенціал для витримки невеликий, споживають зазвичай молодим.